# Федерація науково-технічних асоціацій

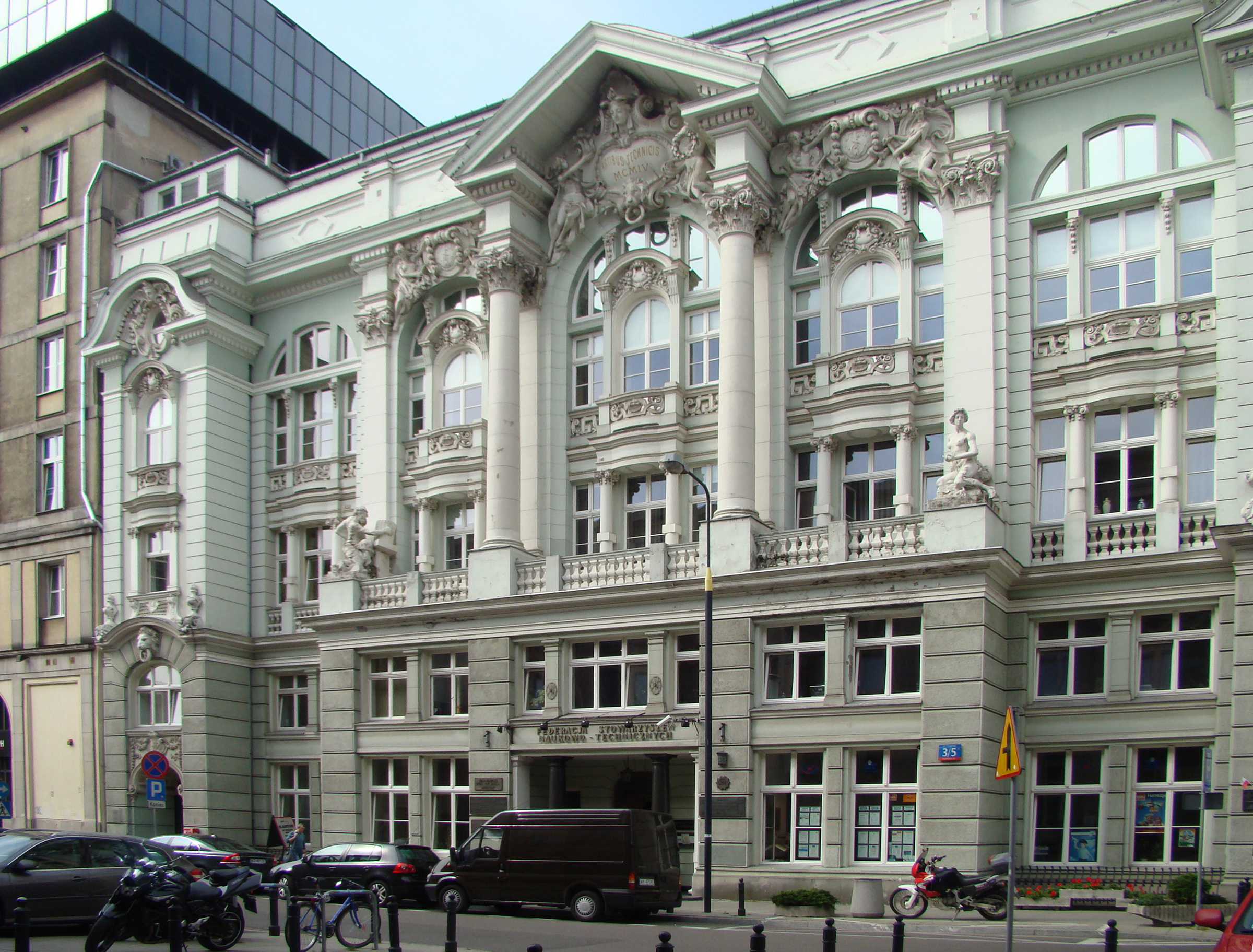
Будівля Асоціації техніків у Варшаві

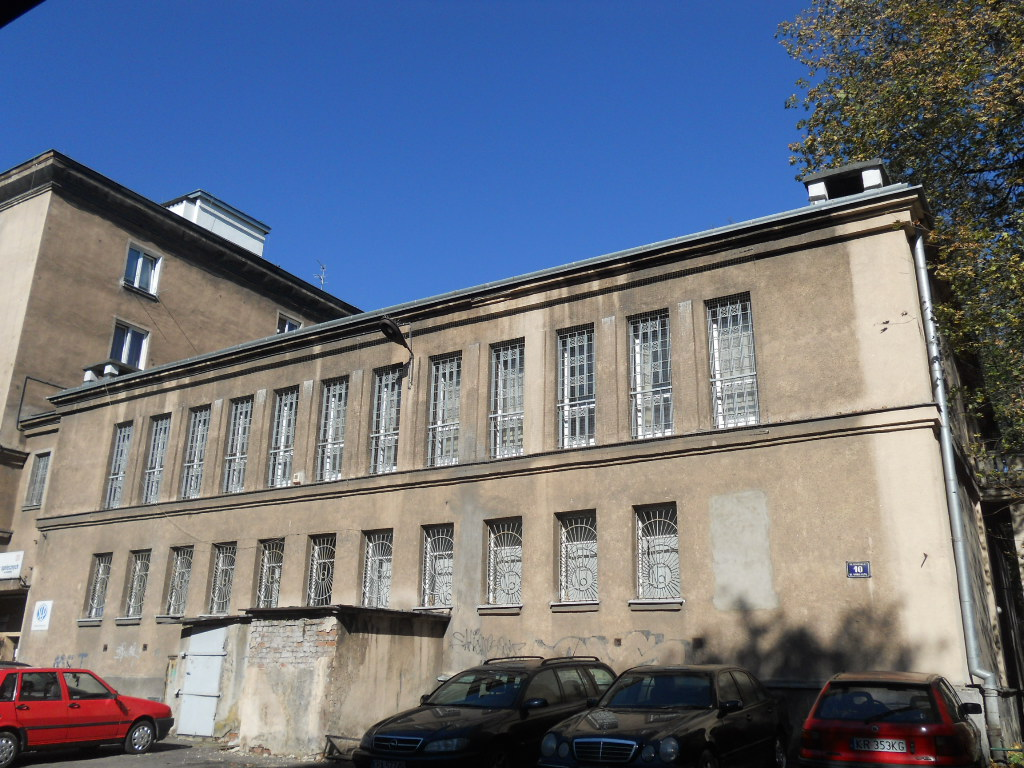
Будівля Асоціації у Кракові

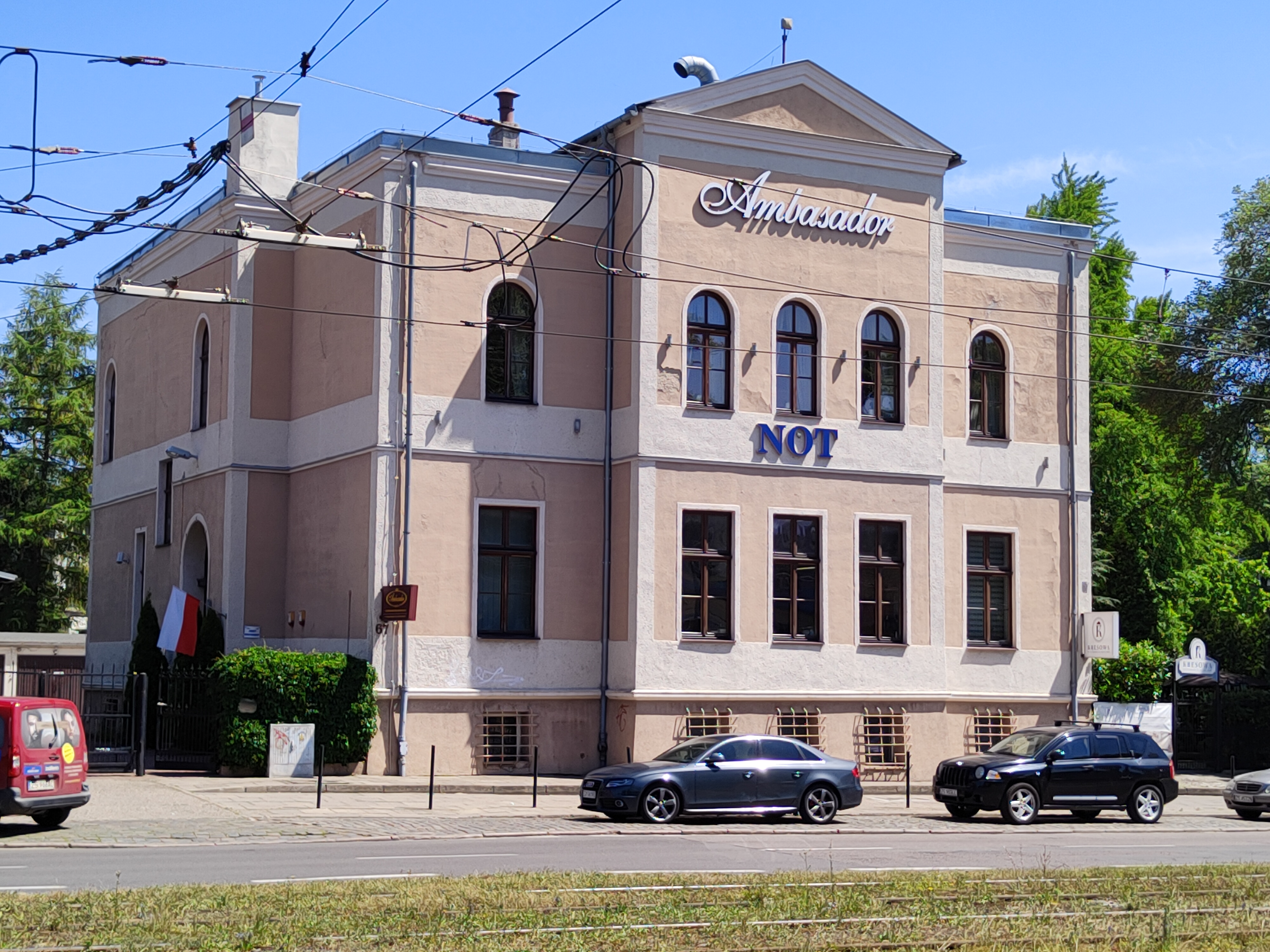
Вілла NOT використовується спільно з Асоціацією польських інженерів-електриків(SEP) у Щецині

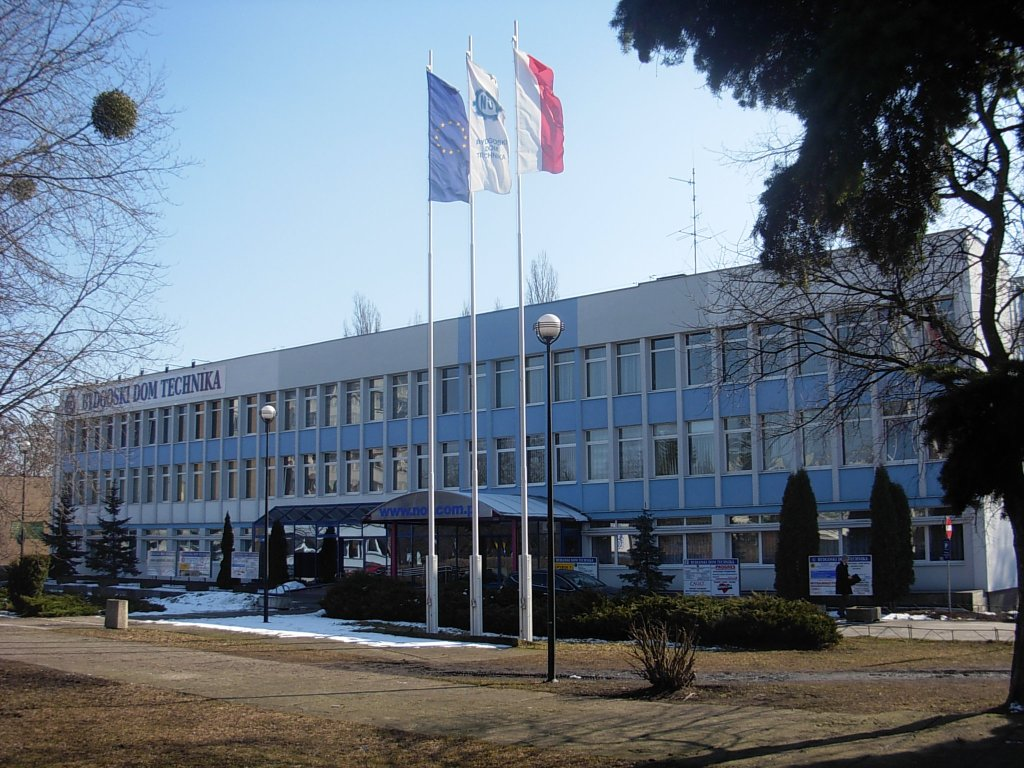
Будівля NOT в Бидгощі

Федерація науково-технічних асоціацій Польщі, Польська федерація інженерних асоціацій, NOT (раніше Вища технічна організація) (пол. Naczelna Organizacja Techniczna (NOT); пол. Federacja Stowarzyszeń Naukowo-Technicznych (FSNT-NOT) — найбільше професійне об'єднання інженерів і техніків у Польщі, що нараховує близько 110 000 членів та об'єднує 49 регіональних відділень по всій країні. Головний офіс організації розташований у Варшаві, де вона функціонує безперервно з 1905 року.

## Історія
Історичні витоки організації сягають 1835 року, коли в Парижі — під час поділів Польщі — було засновано Польське політехнічне товариство. З 1905 року польські інженери мали постійну штаб-квартиру у Варшаві в Будинку техніки на вулиці Чацького, 3/5. Після завершення Другої світової війни, 12 грудня 1945 року, з ініціативи Болеслава Румінського у звільненій Варшаві було відновлено діяльність організації під назвою Вища технічна організація (NOT, Naczelna Organizacja Techniczna). У 1989 році, після політичних трансформацій у Польщі, організація набула сучасної форми — як Федерація науково-технічних асоціацій.
З 28 червня 2005 року офіційною назвою стало Федерація інженерних асоціацій Польщі (Federacja Stowarzyszeń Naukowo-Technicznych w Polsce).

## Діяльність під час Другої світової війни
Під час війни польські інженери та техніки активно долучалися до діяльності підпільної держави: вони брали участь у виготовленні зброї, організації диверсій, забезпечували технічну підтримку бойових операцій. Частина фахівців опинилася за межами країни й продовжувала службу у Збройних силах Польщі на Заході, у радянській Польській армії, а також у технічних інститутах, зокрема у Військово-технічному інституті в Лондоні. У еміграції виникли інженерні товариства, зокрема в Канаді та Великій Британії.

## Відбудова і розвиток
Після 1945 року в Польщі було відновлено діяльність існуючих до війни технічних асоціацій та створено нові. Національна технічна спільнота ініціювала створення загальнопольської організації, яка охопила б фахівців із різних галузей техніки. NOT об'єднала всі польські професійні інженерні товариства, ставши платформою для участі технічної інтелігенції у післявоєнній відбудові країни та модернізації промисловості. Серед її пріоритетів були технічна освіта, підвищення кваліфікації фахівців, а також заснування технічних університетів.

## Сучасна діяльність
Після трансформацій 1989 року NOT було реформовано у Федерацію з 22 галузевими асоціаціями, кількість яких продовжує зростати. Федерація бере активну участь у розвитку інновацій, підтримує престиж інженерної професії, підвищення кваліфікації та представляє інтереси технічної спільноти перед органами державної влади.
З моменту вступу Польщі до Європейського Союзу Федерація активно долучається до міжнародної кооперації. У рамках цієї інтеграції проводяться симпозіуми «Поляки разом» та Всесвітні конгреси польських інженерів (SZIP).
Федерація та пов’язане з нею інженерне середовище всередині країни й у діаспорі дотримуються принципів, закладених у девізі Станіслава Сташиця: «бути корисним для нації», підтримуючи професіоналів, їхні інтереси та розвиток технічної думки в Польщі.
На сьогоднішній момент федерація  налічує 40 науково-технічних асоціацій.